# عرجون (جنس)
العرجون هو جنس من الفطريات يحتوي تقريبا على 50 نوعا. وينمو في أنحاء متفرقة من العالم.
يمكن تمييزه من بعيد من خلال لونة الأبيض البرونزي اللامع خصوصا عندما يشتد ضوء الشمس، وينموا العرجون بعد نزول أمطار الموسم في الجزيرة العربية ويظهر في الأغلب في شهر مارس. يتراوح طوله بين 5 ألى 15 سم، ويتنقسم جسم الفطر إلى 3 أقسام أهما الرأس أو القلنسوة وهي الجزء العلوي المنتفخ ثم الساق أو الحامل وهو الجزء الذي يلي القلنسوة مباشرة ثم القدم والتي توجد في الأسفل عند قاعدة العرجون.

## البيئة
ينمو فطر العرجون في البيئات الرملية العميقة في الغالب كما أنة ينمو في البيئات الطينية.